# Лисичино (Сафоновський район)
Лисичино (рос. Лисичино) — присілок Сафоновського району Смоленської області Росії. Входить до складу Вадінського сільського поселення.
Населення — 2 особи (2007 рік). 